# Sauvagesia
Sauvagesia es un género de plantas fanerógamas que pertenecen a la familia Ochnaceae.  Comprende 77 especies descritas y de estas, solo 37 aceptadas. Se distribuye por los trópicos de Sudamérica.

## Descripción
Son hierbas anuales o perennes, glabras. Hojas enteras o serrulado-glandulosas, subsésiles; estípulas persistentes y ciliadas. Flores pequeñas, axilares o raramente en inflorescencias terminales, blancas a rosadas; sépalos y pétalos 5; estaminodios en 1–3 verticilos, envolviendo el ovario y los 5 estambres; ovario con 3 placentas parietales. Fruto una cápsula septicida; semillas numerosas.

## Taxonomía
El género fue descrito por Carlos Linneo y publicado en Species Plantarum 1: 203. 1753.
Etimología
Sauvagesia: nombre genérico que fue otorgado en honor del médico y botánico francés François Boissier de Sauvages de Lacroix (1706-1767), el primer corresponsal de Carl von Linné (1707-1778) en Francia.

## Algunas especies aceptadas
A continuación se brinda un listado de las especies del género Sauvagesia  aceptadas hasta mayo de 2014, ordenadas alfabéticamente. Para cada una se indica el nombre binomial seguido del autor, abreviado según las convenciones y usos: 
- Sauvagesia africana (Baill.) Bamps
- Sauvagesia aliciae Sastre
- Sauvagesia amoena Ule
- Sauvagesia angustifolia Ule
- Sauvagesia brevipetala Gilli
- Sauvagesia capillaris (A. St.-Hil.) Sastre
- Sauvagesia deflexifolia Gardner
- Sauvagesia elata Benth.
- Sauvagesia erecta L. - hierba de san Martín[4]